# Tillie Olsen
Tillie Lerner Olsen (Wahoo, 14 de enero de 1912 - Oakland, 1 de enero de 2007) fue una escritora estadounidense, destacada por ser una de las primeras feministas y por haber dado voz a la clase obrera americana.

## Biografía
Tillie Olsen, de familia de inmigrantes rusos de origen judío, nació el 14 de enero de 1912. Sus padres, Samuel e Ida, eran activistas políticos en la revolución de 1905 y se vieron obligados a huir a Estados Unidos cuando su padre escapó de la prisión. Allí, se inscriben en el partido socialista, donde su padre será secretario durante un tiempo.
Tillie era la segunda de seis hermanos, todos recibieron una educación política. En 1927, Tillie tuvo que dejar los estudios para empezar a trabajar y, en 1930, se inscribe en el Partido Comunista. A mediados de los años 30, se asocia a la Young Communist League y encuentra trabajo en la redacción del New Masses y del Daily Worker. Fue detenida en 1932 y 1934 por participar en manifestaciones junto a sindicalistas y repartir panfletos. 
En los años 60, tuvo la oportunidad de trabajar como escritora en varias universidades americanas, como el Amherst College, la universidad de Stanford, el MIT y el Kenyon College. 
A lo largo de su vida, recibió numerosos premios literarios y seis laurea honoris causa, y las becas National Endowment for the Arts y Guggenheim. También recibió el Rea Award for the Short Story en 1994.
Murió el 1 de enero de 2007.

## Obra
Tillie Olsen comenzó una novela con solo 19 años, donde trataba los retos de las circunstancias sociales y políticas de su tiempo y los de su propia vida. En 1934 se publicó el primer capítulo, en The Partisan Review, lo que le valió el interés de la editorial Random House. Dejó el libro de lado para dedicarse al trabajo, sus hijos y el cuidado de su casa, aunque fue publicado, inacabado, en 1974 con el título de Yonnondio: From the Thirties.
Su primer libro publicado fue Tell me a Riddle, en 1961. Era una colección de cuatro historias cortas, unidas entre sí por los personajes de una familia. La obra fue galardonada con el premio O. Henry Prize en el mismo año. 

### Narrativa
- The Iron Throat, en Partisan Review, vol. 2, n.º 2, abril-mayo 1934, pp. 3–9.
- Tell Me a Riddle, Philadelphia, Lippincott, 1961.
- Requa, Iowa Review,1, Summer 1970, pp. 54–74.
- Yonnondio From The Thirties, Nueva York, Delacorte Press/Seymour Lawrence, 1974.
- Not You I Weep For, en Paul Mandelbaum (ed.), First Words: Earliest Writings From Fauvorite Contemporary Authors, Chapel Hill, Algonquin Book of Chapel Hill, 1993, pp 384–405

### Poesía
- I Want You Women Up To North To Know,The Partisan, mayo 1934, p. 4.
- There Is a Lesson, The Partisan, abril 1934, p. 4.
- At Fourteen Years, en Paul Mandelbaum (ed.), First Words: Earliest Writings From Fauvorite Contemporary Authors, Chapel Hill, Algonquin Book of Chapel Hill, 1993, pp. 380–383.

### Ensayo
- Thousand Dollar Vagrant, New Republic, 24 de agosto de 1934, pp. 67–69.
- The Strike, Partisan Review, vol. 1, n.º 4, septiembre-octubre de 1934, pp. 3-9.
- A Biographical Interpretation, The Feminist Press, Nueva York, 1972, pp. 69–174.
- Silences, Delta/Seymour Lawrence, Nueva York 1978.
- Dream Vision, The Feminist Press, Nueva York, 1984, pp. 261–264.
- The Word Made Flesh, Cedar Falls, Iowa, 1984, pp. 1–8.
- Personal Statement, Stanford University Press, 1989, pp. 63–65.
- The 30's: A Vision of Fear and Hope, Newsweek, 3 de enero de 1994, pp. 26–27.
- A Response, Frontiers , vol. 8 n. 3, 1997, pp. 309–331.

## Legado
Aunque Tillie Olsen publicó pocos libros, su obra fue muy influyente por el tratamiento de las vidas de las mujeres y la pobreza. Su trabajo recibió un gran reconocimiento por su actividad social y política. La influencia de Olsen en la ficción feminista americana ha sido a veces traducido en una interpretación simplista de su trabajo.
Tillie Olsen: A heart in action es un documental de 2007, producido y dirigido por Ann Hershey sobre la vida y la influencia literaria de Tillie Olsen.